# Nicolas Lemery

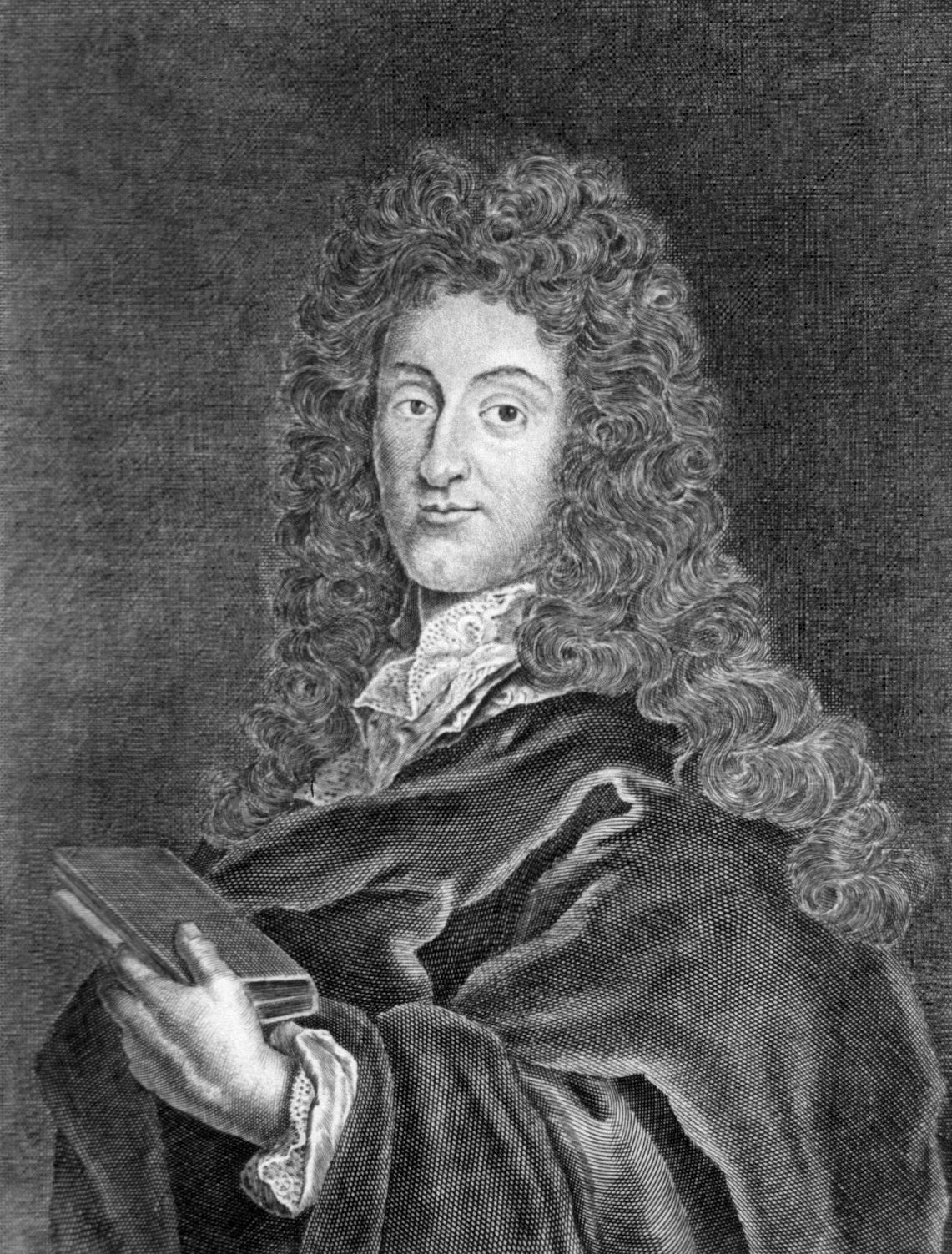
Nicolas Lemery

Nicolas Lemery (Rouen, 17 november 1645 – Parijs, 19 juni 1715) was een Franse chemicus die een van de eerste theorieën over zuur-base chemie ontwikkelde.
Na het leren van chemie in zijn geboorteplaats werd hij een leerling van Christophe Glaser in Parijs, vervolgens ging hij naar Montpellier, waar hij lezingen gaf over chemie. Vervolgens vestigde hij een apotheek in Parijs. Hij bleef daarnaast lezingen geven. Na 1683 werd hij als Calvinist verplicht om uit te wijken en ging naar Engeland. In het volgende jaar keerde hij terug naar Frankrijk. Hij werd in 1686 katholiek en was daardoor in staat om zijn winkel te heropenen en zijn lezingen te hervatten. 